# クリシオゲネス門
クリシオゲネス門（クリシオゲネスもん、Chrysiogenota）は、グラム陰性の細菌門である。クリシオゲネス1綱1目1科より構成される。
2019年現在、記載されているのは以下の4種である。
- Chrysiogenes arsenatis
- Desulfurispira natronophila
- Desulfurispirillum alkaliphilum
- Desulfurispirillum indicum

常温性・偏性嫌気性の従属栄養生物であり、炭素源としてピルビン酸、酢酸、乳酸、リンゴ酸、フマル酸、コハク酸など低級炭素鎖化合物を利用する。最終電子受容体として硝酸や硫酸塩の他、ヒ素やセレン化合物を利用できるものが多い。グラム陰性の細胞壁、単極の鞭毛を持ち、湾曲したビブリオまたはらせん状の形態を持つなどがある。16S rRNA系統解析に基づいて設定されており、この門を特徴づけるような特別な細胞構造・特徴はあまりない。
他の細菌門とは離れており、系統関係はあまりよくわかっていない。16S rRNAによる系統樹ではデフェリバクターに比較的近い。

## Chrysiogenes arsenatis
この種は1996年にヒ素で汚染されたヨシ原から単離されたもので、ヒ酸を還元して亜ヒ酸にする。ヒ酸の使用はエネルギー的にメタン発酵や硫酸還元よりも有利といった利点があるが、ヒ素化合物には強い毒性があり、増殖に使用する生物は殆どない。Chrysiogenesに特徴的なものである。
分離源であるヨシ原のヒ素は金鉱の排水に由来するもので、Chrysiogenesという命名もギリシア語で「金鉱から生まれたもの」といった意味がある（種形容語はラテン語でヒ酸の意）。
Desulfurispira natronophilaもヒ酸を還元できる。

## Desulfurispirillum alkaliphilum
2007年にオランダの脱硫バイオリアクターより発見されたもので、ヒ酸は代謝できないものの、無機硫黄やフマル酸なども還元する。C. arsenatisが中性環境を好むのに対し、こちらはアルカリ環境を好む。最適はpH9.0で、pH8-10.2の間で増殖する。学名は「アルカリを好む、硫黄を還元するらせん菌」という意味である。
近縁なDesulfurispirillum indicumは、セレン酸を代謝する。